# 구간균

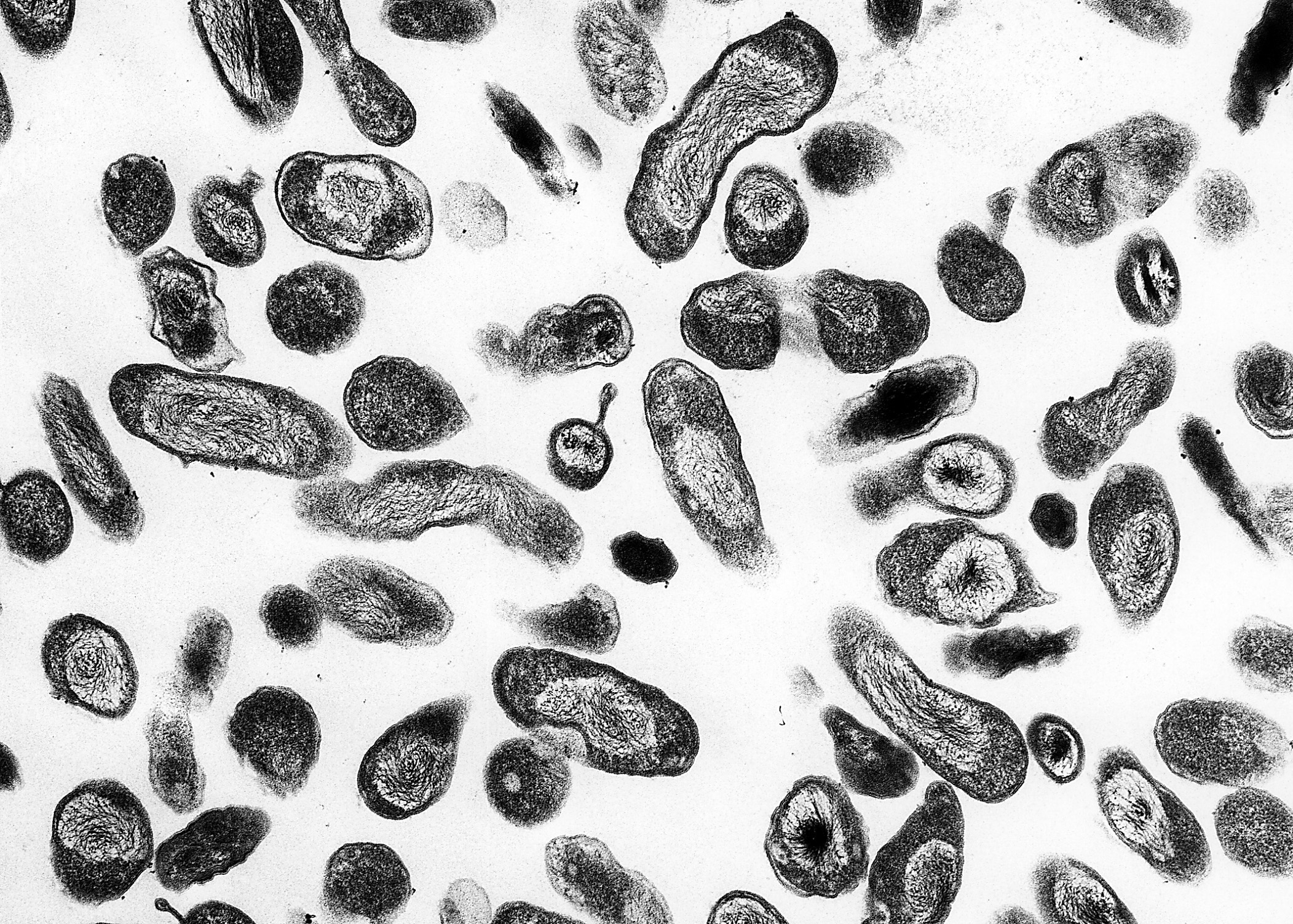
콕시엘라 버네티

구간균(coccobacillus; bacilluscocco, 복수형은 coccobacilli)은 구균(동그란 세균)과 간균(막대 모양 세균)의 중간 모양을 가진 세균의 유형이다. 따라서 구간균은 구균으로 잘못 생각할 수 있는 매우 짧은 막대 모양의 세균이다.
헤모필루스 인플루엔자(Haemophilus influenzae), 가드네렐라 바지날리스(Gadnerella vaginalis), 클라미디아 트라코마티스(Chlamydia trachomatis) 등이 대표적인 구간균이다. 아그레가티박터 악티노마이세템코미탄스(Aggregatibacter actinomycetemcomitans)는 잇몸 밑의 치석 등에 널리 분포하는 그람 음성의 구간균이다. 아시네토박터(Acinetobacter) 균주는 구간균으로서, 고체 배지에서 자랄 수 있다. 백일해균(Bordetella pertussis)은 백일해를 일으키는 그람 음성 구간균이다. 페스트를 일으키는 세균인 페스트균(Yersinia pestis)도 구간균이다.
Q열의 원인균인 콕시엘라 버네티(Coxiella burnetii)도 구간균이다. 브루셀라속에 속하는 세균은 브루셀라증을 일으키는 의학적으로 중요한 구간균이다. 또 다른 의학적으로 중요한 그람 음성 구간균인 헤모필루스 듀크레이(Haemophilus ducreyi)는 제3세계 국가에 많은 성병인 무른궤양 환자에서 관찰된다.